# Rohony
Rohony, vlastním jménem Adam Rohony (* 8. května 1998 Stařeč), je český rapper a hudebník.

## Život
Narodil se v roce 1998 ve Starči. V mládí byl fotbalistou mládeže fotbalového klubu FC Vysočina Jihlava. Proto má vytetované číslo 10 ze svého tehdejšího fotbalového dresu. Navštěvoval Střední uměleckoprůmyslovou školu Jihlava-Helenín a poté vystudoval grafický design na Fakultě umění Ostravské univerzity. První hudbu začal produkovat již na střední škole. Pracoval jako kurýr a roznášel pivo v rodinné hospodě. V roce 2024 spolu s DJem Manenem vydal pro fotbalový klub AC Sparta Praha populární singl Letná. Účinkoval ve filmu Petra Kolečka z roku 2025 Kouzlo derby. V roce 2025 byl krátce ve vztahu s herečkou Annou Kadeřávkovou.

## Diskografie

#### LP
- Evolution (2019)
- Viper (2020)
- Strak (2020)
- DELUXXX (2022)
- 21,5g (2023)
- desert (2023)

#### Studiová alba
- Australian Open 2016 (2021)
- Arpar (2022)
- Superfly (2023)
- HOOOTS (2024)